# Sulzdorf (Meeder)
Sulzdorf ist ein Gemeindeteil von Meeder im oberfränkischen Landkreis Coburg.

## Geographie
Der Weiler Sulzdorf liegt etwa fünf Kilometer nordwestlich von Coburg. Südlich fließt der Sulzbach vorbei. Gemeindeverbindungsstraßen nach Wiesenfeld bei Coburg, Glend und Beuerfeld führen durch den Ort.

## Geschichte
Die erste urkundliche Erwähnung Sulzdorfs wird auf das Jahr 1340 datiert. Der am Ort vorbeifließende Sulzbach war namensgebend.
Anfang des 14. Jahrhunderts lag Sulzdorf im Herrschaftsbereich der Henneberger. 1353 kam der Ort mit dem Coburger Land im Erbgang zu den Wettinern und war somit ab 1485 Teil des Kurfürstentums Sachsen, aus dem später das Herzogtum Sachsen-Coburg hervorging. 1636, im Dreißigjährigen Krieg, waren von sieben Häusern noch zwei bewohnt.
Im Jahr 1857 hatte Sulzdorf 40 Einwohner, die in acht Häusern lebten. Die Gemeinde gehörte mit Moggenbrunn zum Schulbezirk Beuerfeld.
In einer Volksbefragung am 30. November 1919 stimmte 1 Sulzdorfer Bürger für den Beitritt des Freistaates Coburg zum thüringischen Staat und 18 stimmten dagegen. Somit gehörte ab dem 1. Juli 1920 Sulzdorf zum Freistaat Bayern. 1925 hatte das 112,93 Hektar große Dorf 33 Einwohner, die alle der evangelischen Kirche angehörten, und 7 Wohngebäude. Die Schule lag im 2,0 Kilometer entfernten Beuerfeld und die evangelische Kirche im 3,8 Kilometer entfernten Meeder.
Im Jahr 1964 wurde Sulzdorf nach Wiesenfeld eingegliedert, wo auch der Schulunterricht stattfand. Am 1. Mai 1978 folgte die zwangsweise Eingemeindung von Wiesenfeld nach Meeder. 1987 hatte der Gemeindeteil 35 Einwohner und 7 Wohnhäuser.

## Einwohnerentwicklung
| Jahr | Einwohnerzahl |
| ---- | ------------- |
| 1857 | 40            |
| 1910 | 33            |
| 1933 | 42            |
| 1939 | 33            |
| 2004 | 36            |
| 2019 | 23            |